# Шар-Планина (національний парк)
Національний парк Шар-Планина (алб. Parku Kombëtar Malet e Sharrit; серб. Национални парк Шар Планине, трансліт. Nacionalni park Šar Planine) — національний парк на південному заході Косова. Він займає 53 272 гектари (532,72 км2), із центром у північних Шар-Планинах, гірському масиві, який також простягається на північний схід Албанії та північно-західну Північну Македонію. У 1986 році він був оголошений національним парком, а у 2012 році новий уряд Косова відновив його. Парк охоплює різні ландшафти, включаючи льодовикові озера, альпійські та перигляціальні ландшафти.

## Географія

### Клімат
Національний парк Шар-Планина має альпійський клімат із деяким континентальним впливом. Середня місячна температура коливається в межах −1,3 °C (29,7 °F) (у січні) та 20 °C (68 °F) (у липні), тоді як середня річна кількість опадів коливається від 600 міліметрів (24 дюйми) до 1 200 міліметрів (47 дюймів) залежно від висоти.

## Біорізноманіття
Флора парку представлена 1558 видами судинних рослин. Фауна налічує 32 види ссавців, 200 видів птахів, 13 видів плазунів, 10 видів земноводних, 7 видів риб і 147 видів метеликів.
З точки зору фітогеографії, Національний парк Шар-Планина належить до Іллірійської провінції Циркумбореального регіону в межах Бореального королівства. Він повністю входить до наземного екорегіону змішаних балканських лісів Палеарктичного помірного широколистяного та мішаного лісів біоми.